# 파산정
파산정(巴山亭)은 경상북도 안동시 풍천면 도양리에 있다. 2009년 1월 21일 안동시의 문화유산 제23호로 지정되었다.